# Junodia amoena
Junodia amoena är en bönsyrseart som beskrevs av Schulthess-rechberg 1899. Junodia amoena ingår i släktet Junodia och familjen Hymenopodidae. Inga underarter finns listade i Catalogue of Life.